# Adryas bochica
Adryas bochica är en stekelart som beskrevs av Pinto och Richard Owen 2004. Adryas bochica ingår i släktet Adryas och familjen hårstrimsteklar.
Artens utbredningsområde är:
- Belize.
- Colombia.
- Costa Rica.
- Ecuador.

Inga underarter finns listade i Catalogue of Life.